# Амеби
Ця стаття про всіх амебоїдних одноклітинних еукаріотів. Термін «амеба» також може посилатися на всі амебоїдні клітини або на рід Амеба (Amoeba).
Амеби (інколи Амебоподі́бні) — велика група одноклітинних амебоїдних еукаріотів, розділена між кількома окремими таксономічними групами.
Тіло від 0,05 до 0,5 мм в діаметрі (за деякими винятками), через відсутність щільної оболонки не має постійної форми.
Рухаються амеби повільно, за допомогою тимчасових випинів тіла — псевдоподій (несправжніх ніжок), які служать і для захоплювання їжі: мікроорганізмів, органічних решток. Харчується амеба, обволікаючи тілом і розчиняючи органічні відходи.
Розмножуються амеби поділом, лише деякі — статево.

## Інтернет-ресурси
- Siemensma, F. Microworld: world of amoeboid organisms.
- Völcker, E. & Clauß, S. Visual key to amoeboid morphotypes. Penard Labs.
- The Amoebae website of Maciver Lab of the University of Edinburgh, brings together information from published sources.
- Molecular Expressions Digital Video Gallery: Pond Life – Amoeba (Protozoa) – informative amoeba videos